# Fleier
Fleier ist eine Ortslage in Dortmund mit etwa 200 Einwohnern, welche heute zum Stadtteil Kurl gehört. Das ehemals zu Asseln gehörende Flurstück wurde überwiegend seit den 1950er Jahren an die Bebauung Kurls angeschlossen und stellt heute den südlichsten Bereich dieses Stadtteils dar.

## Lage
Der Ort liegt in ländlicher Umgebung am nordöstlichen Rand von Dortmund. Die Ortslage gehört zum Stadtbezirk Scharnhorst. Fleier liegt im Süden von Kurl an der Kurler Straße. Zum Ortsteil gehören die Häuser entlang der Langerohstraße sowie die einzelnen Häusergruppen an der Kurler Straße zwischen Kurl und Asseln.

## Sehenswertes
Im anliegenden Naturschutzgebiet „Kurler Busch“ gibt es die verschiedensten Laubbäume wie zum Beispiel Stieleichen. Als Laubmischwald ist der Kurler Busch die Heimat vieler einheimischer Tier- und Pflanzenarten.
Jährlich im Sommer findet das Traktorfest statt.